# Nachos

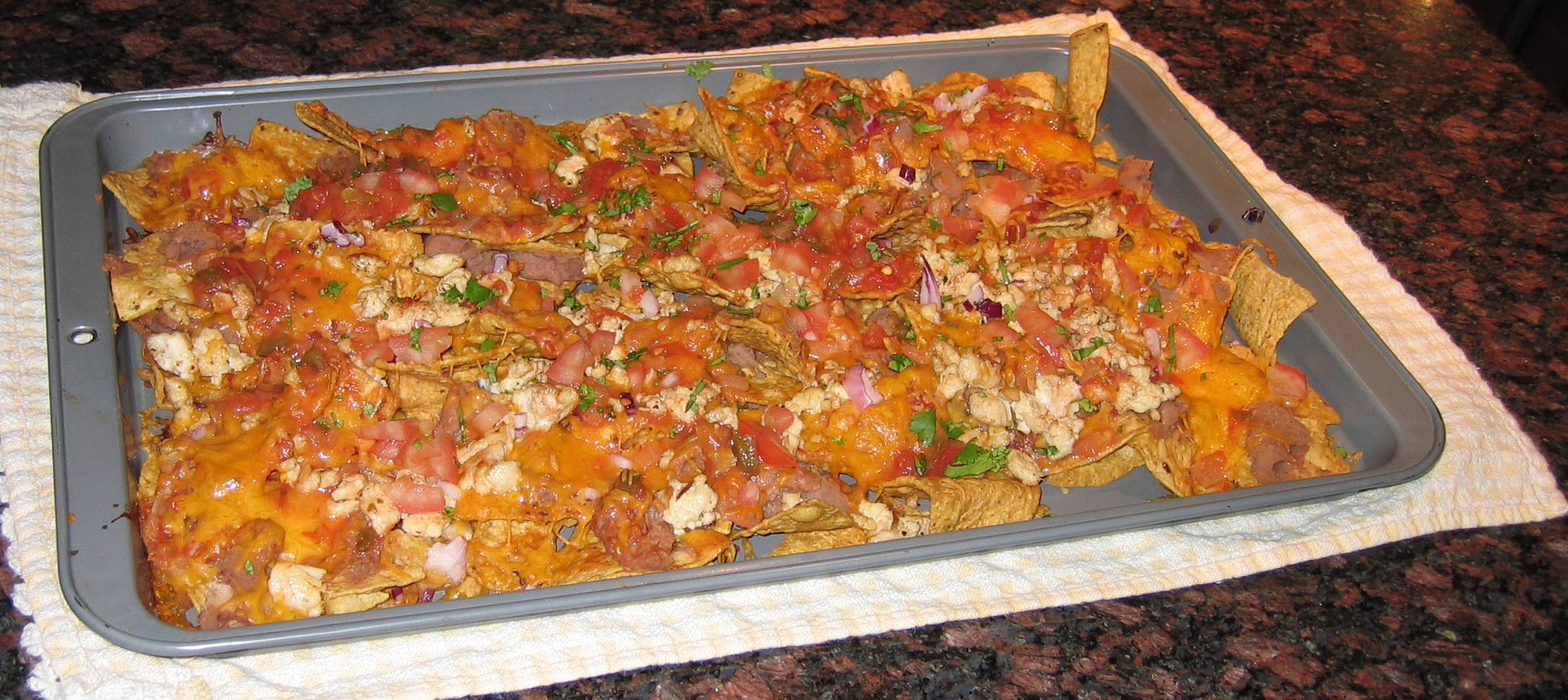
Taca nachos z mięsem zrobiona w Piedras Negras

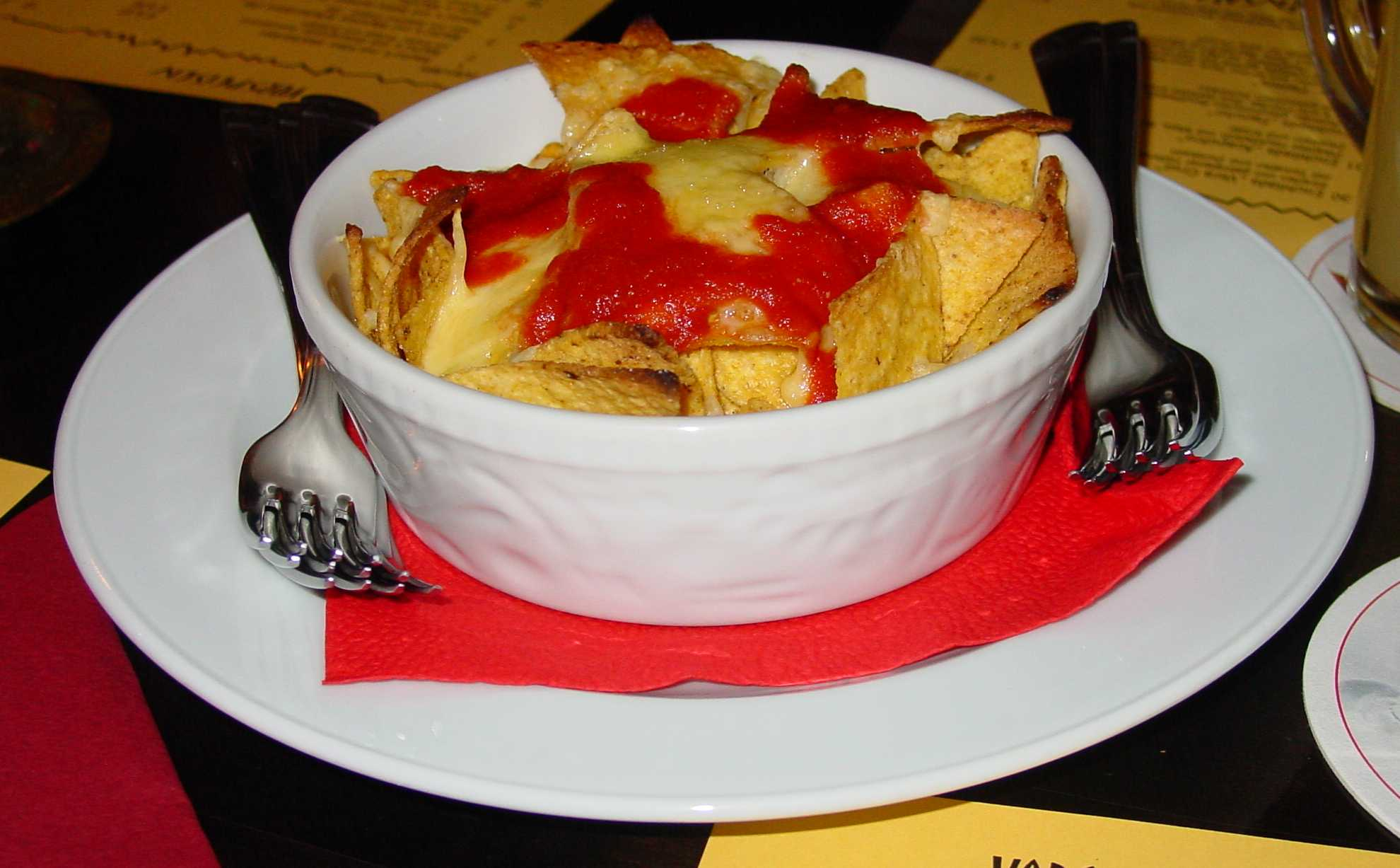
Miska nachos z salsą podawana w restauracji

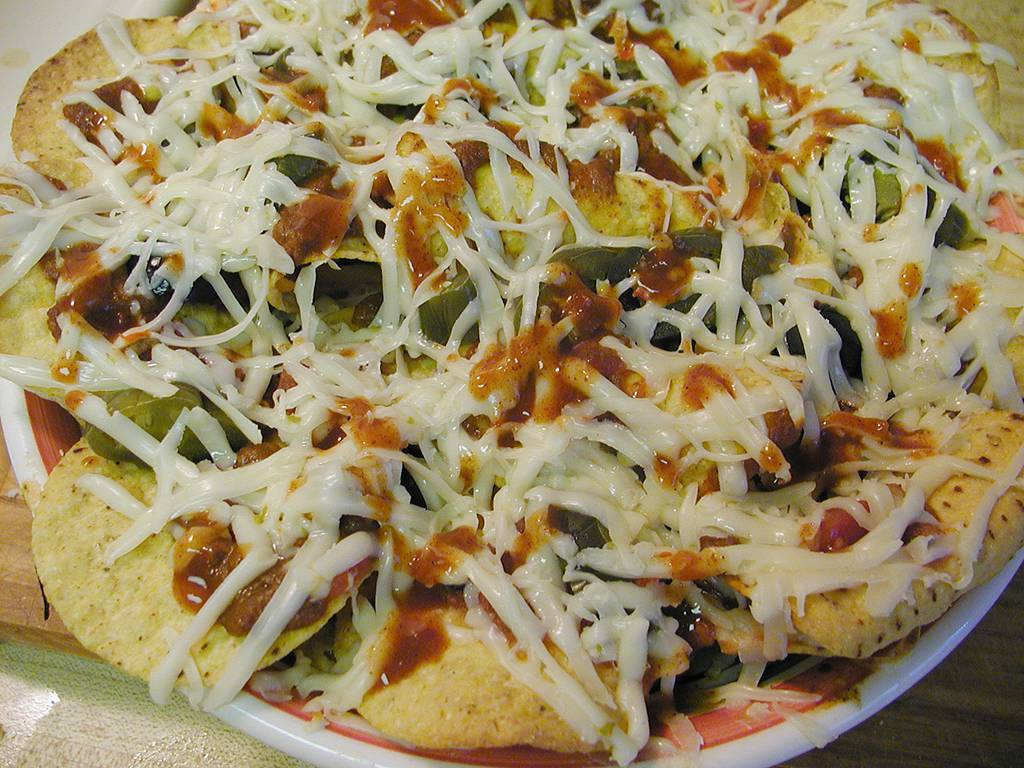
Nachos z papryką jalapeño i salsą

Nacho, nachos – niewielkie kawałki tortilli (czipsy tortilla) pokryte roztopionym serem. 
Do nachos podaje się różne dodatki:
- mięso (kurczak lub mielona wołowina)
- papryka jalapeño
- fasola, ugotowana i zmielona
- sos salsa
- guacamole (sos z awokado)
- śmietana
- oliwki
- ziemniaki

Za miejsce powstania nacho uznaje się Piedras Negras w Meksyku.

## Przygotowanie
Nacho zazwyczaj robi się, kładąc na blasze do pieczenia tortillę, którą następnie pokrywa się serem, a na wierzchu pokrojoną w plasterki papryką jalapeño. Do tak przygotowanego nacho podaje się najczęściej śmietanę lub salsę.